# Between Today and Yesterday
Between Today and Yesterday è un album del cantante e musicista inglese Alan Price, pubblicato nel 1974.
È generalmente indicato come il capolavoro di Price. È anche l'unico suo album che abbia raggiunto la Top Ten nel Regno Unito.

## Tracce
Tutti i brani sono di Alan Price.
1. Left Over People – 2:54
2. Away, Away – 2:51
3. Between Today and Yesterday – 4:25
4. In Times Like These – 2:34
5. Under the Sun – 4:34
6. Jarrow Song – 5:42
7. City Lights – 4:38
8. Look at My Face – 2:47
9. Angel Eyes – 3:11
10. You're Telling Me – 5:35
11. Dream of Delight – 3:31
12. Between Today and Yesterday – 4:23

## Formazione
- Alan Price - pianoforte, organo[2]
- Dave Markee - basso elettrico
- Colin Green - chitarra
- Derek Wadsworth - orchestrazione